# Meteorológia

Műholdkép az Emily hurrikánról (2005)

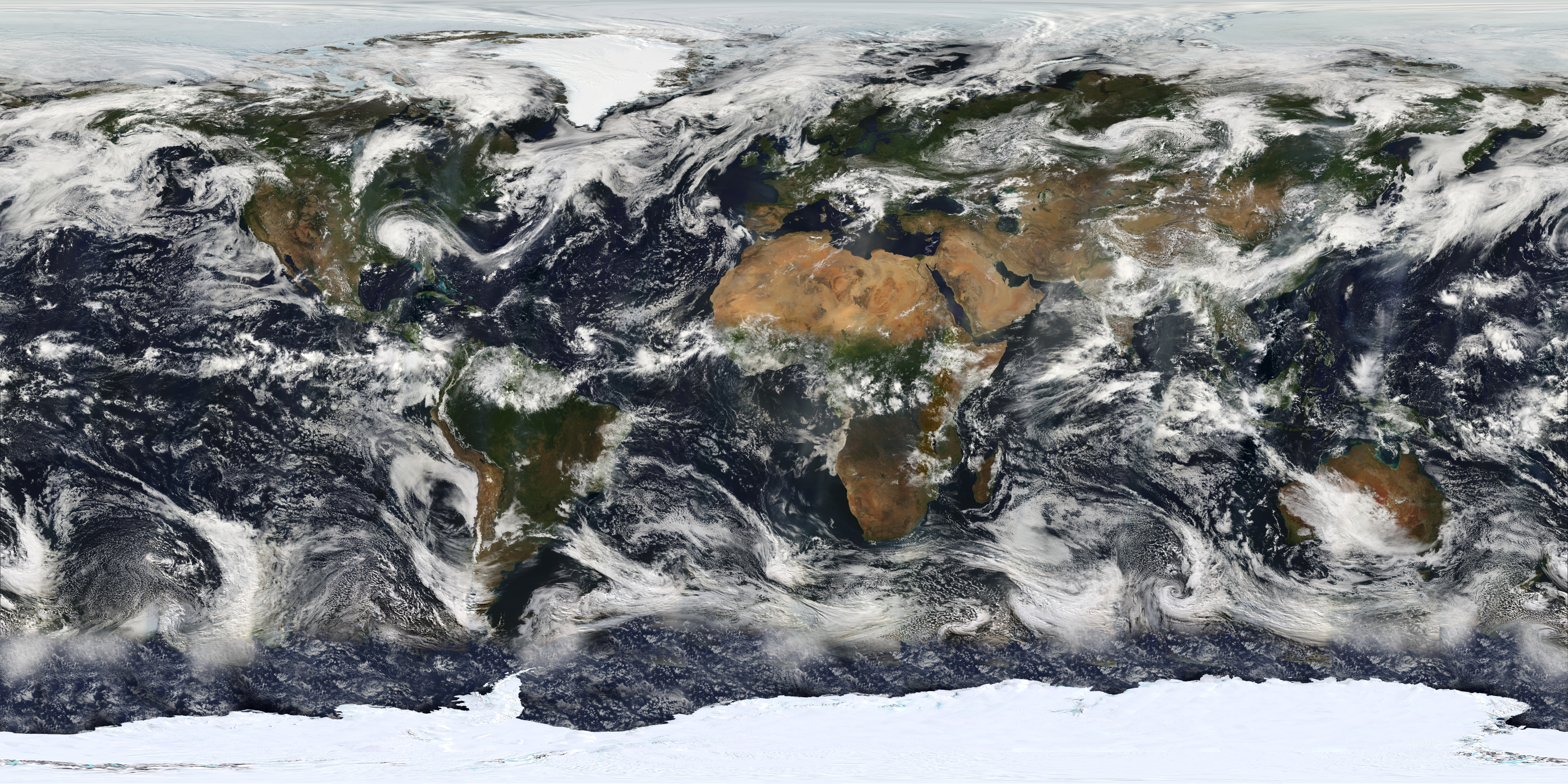
A felhők a Föld légkörében 2005. július 11-én

A meteorológia (régies nevén légtüneménytan) az időjárási folyamatokkal és előrejelzésekkel foglalkozó tudományág. A meteorológiai jelenségek megfigyelhető időjárási események, amiket a meteorológia tudománya magyaráz meg. Ezek az események a Föld légkörétől függenek. Ennek fontosabb tulajdonságai a hőmérséklet, a légnyomás és a páratartalom; ezek bonyolult, a külső tényezőktől erősen függő kölcsönhatásokkal befolyásolják egymást. A Földön megfigyelt időjárási események nagy része a troposzférában játszódik le.
Egyes szerzők a légköri tudományok a meteorológiával egyenrangú ágainak tekintik az alábbiakat:
- az éghajlattan,
- a légkörfizika,
- a légkördinamika és
- a légkörkémia;

mások szerint ezek a meteorológia résztudományai.

## Története

### Korai eredmények

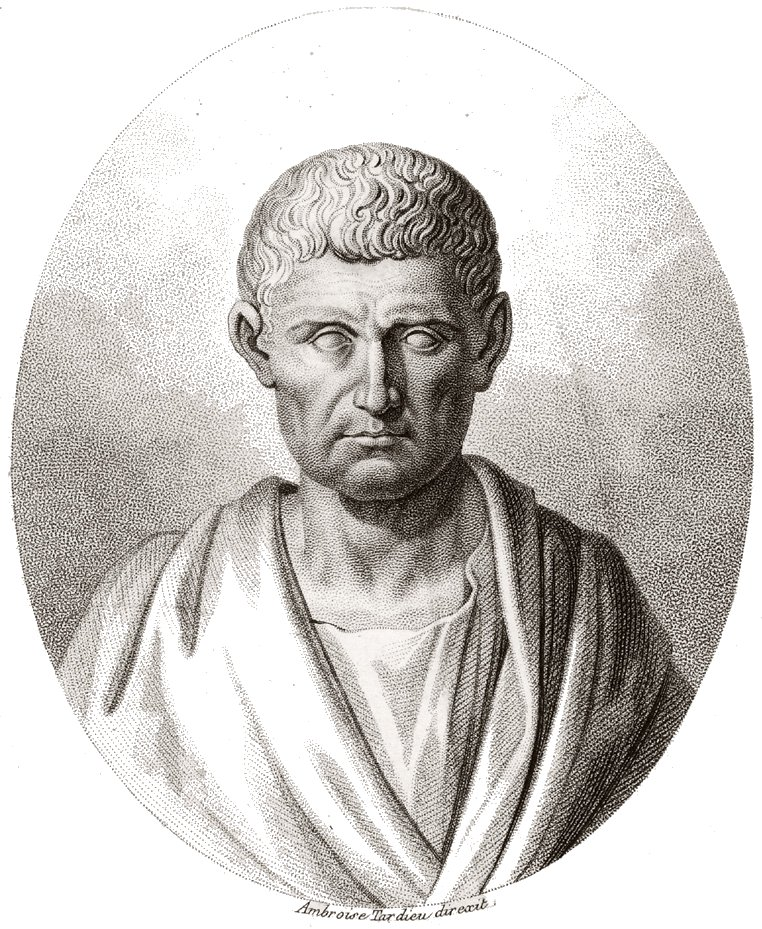
Arisztotelész

- Az időjárás első lejegyzett megfigyelései Mezopotámia ókori kultúráiból származnak. Az állami hivatalok és a vallási intézmények alapvetően a szélsőséges időjárási eseményeket örökítették meg — kiváltképp akkor, ha azok a termést számottevően befolyásolták. A kínai és a görög–római ókorból hasonló feljegyzések kerültek elő magánykönyvtárakból is (Behringer, p. 23.).

- I. e. 350

A meteorológia kifejezés Arisztotelész Meteorológia című művéből származik. Bár a kifejezést manapság a légköri tudományokra, illetve azok egyik alágára használják, Arisztotelész fogalma általánosabb volt; beletartozott a geológia is.
A ma vízkörforgásként ismert folyamatot a következőképp írta le:
Ugyanakkor a Nap mozog ahogy mindig, változásokat indít el, tevékenységével minden nap felszívja a legjobb, legédesebb vizet, gőzzé alakítja, ami magasabb légkörbe kerül, ahol a hideg miatt újra összesűrűsödik és visszakerül a földre.
- A középkori krónikák számos szélsőséges időjárási eseményről számolnak be. A reneszánsztól különösen sok információt rögzítettek a levelek és naplójegyzetek. Az időjárásról írt naplójegyzetek különösen azután váltak népszerűvé, hogy Regiomontanus csillagászati naptárában üres sorokat hagyott külön az ilyen feljegyzések számára (Behringer, p. 23.).

- 1607

Galileo Galilei épített egy termoszkópot. Nem mérte számszerűen a hőmérsékletet, de bemutatta annak lehetőségét. Korábban a meleget és a hideget az arisztotelészi elemek (tűz, víz, levegő, és föld) mennyiségének gondolták. Egyezményes mértékegység híján az eredmények értelmezésében a 18. századig, Daniel Gabriel Fahrenheit és Anders Celsius munkájáig akadtak kisebb félreértések.
Megjegyzés: Vitatott, hogy ki alkotta meg az első termoszkópot. Egyes bizonyítékok szerint a szerkezetet egymástól függetlenül többször is megépítették.
- 1643

Evangelista Torricelli, Galilei kortársa és egykori segédje, 1643-ban elkészítette az első, ember által előidézett hosszantartó vákuumot, majd a folyamat során az első barométert is. A Torricelli-csőben levő higany magasságát figyelve felfedezte, hogy a légnyomás állandóan változik.
- 1648

Blaise Pascal rájött, hogy a légnyomás a tengerszinttől felemelkedve csökken, amiből következik, hogy a légkör felett vákuum van.
- 1667

Robert Hooke elkészítette az első szélmérőt.
- 1686

Edmund Halley feltérképezte a főbb szeleket, amiből rájött, hogy a napsugárzás okozza a légköri változásokat, és elfogadta Pascal nézeteit a légnyomásról.
- 1735

George Hadley volt az első, aki a bolygó mozgásának tulajdonította a főbb szelek magatartását. Habár Hadley leírása hibás volt (miszerint a főbb szelek fele olyan erősek, mint az egyéb szelek), a Hadley által leírt keringési cella később Hadley cellaként váltak ismertté.
- 1742

Anders Celsius elkészíti a híres hőmérőbeosztást.
- 1743-1784

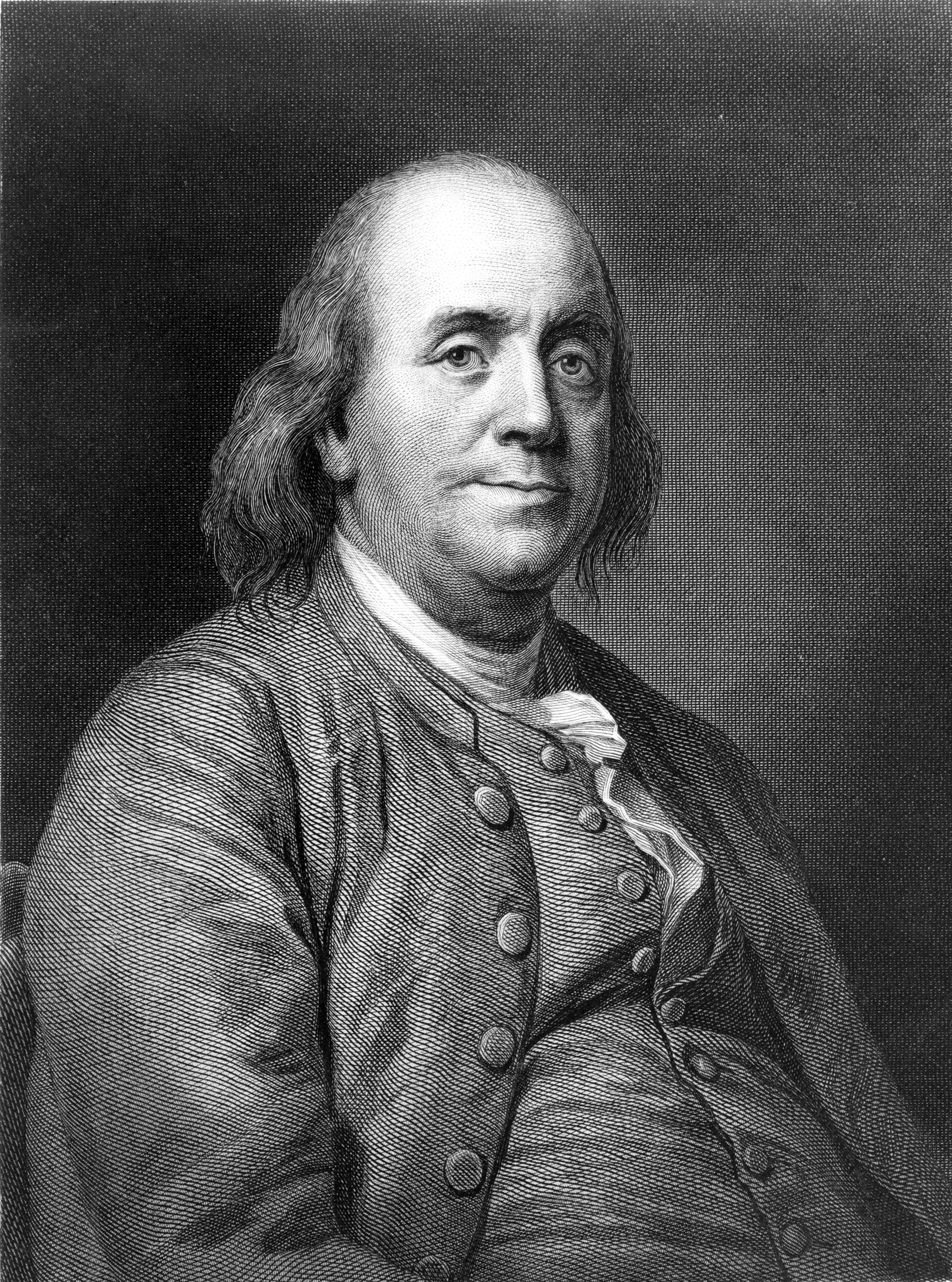
Benjamin Franklin

Benjamin Franklin megfigyelte, hogy az észak-amerikai időjárási rendszerek nyugatról keletre mozognak; bemutatta, hogy a villámlás elektromos jelenség; nyilvánosságra hozta az első térképet a Golf-áramlatról; összekapcsolta a vulkánkitörést az időjárással; és töprengett az erdőirtás éghajlatra gyakorolt hatásán is.
- 1780

Horace de Saussure megépítette az első hygrometert a páratartalom mérésére.
- 1802-1803

Luke Howard megírta A felhők pontosabb meghatározása c. művet, amiben a felhőfajtáknak latin nevet adott.
Az időjárási megfigyelések összefoglalását még mindig akadályozta az egyes időjárási sajátosságok leírásának nehézsége (felhők, és szelek). Ezt a problémát oldotta meg Luke Howard és Francis Beaufort amikor bemutatták rendszerüket a felhők (1802) osztályozásáról, illetve a szelek sebességének (1806) osztályozásáról. Az igazi fordulópontot a távíró feltalálása jelentette 1843-ban, ami lehetővé tette az időjárási információk szinte azonnali továbbítását.

### A Coriolis-erő
A felfogás, miszerint a Föld forgása hatással van a légáramlatokra. A 19. század végén úgy gondolták, hogy a nyomáskülönbség miatt mozgó levegőt eltéríti egy erő, így mozoghatnak a légtömegek az izobárok mentén. A 20. században nevezték el ezt a térítő erőt Coriolis-erőnek Gaspard-Gustave Coriolis után, aki 1835-ben hozta nyilvánosságra a forgó résszel rendelkező szerkezetek energiahozamáról (pl.: vízikerék) szóló művét. 1856-ban William Ferrel véleményezte, hogy a térítők környékén levő keringési cellákban levő levegőt a Coriolis-erő téríti el létrehozva az uralkodó nyugati szeleket.

### Numerikus időjárás-előrejelzés
A 20. század elején a légköri dinamika megismerésének előrehaladtával lehetővé vált a modern numerikus időjárás-előrejelzés. 1922-ben Lewis Fry Richardson kiadta a Időjárás-előrejelzés numerikus eljárásokkal című művét, amiben leírta hogy kisebb időszakok előrejelzésére a dinamikai egyenletekben fontos légköri áramlat elhanyagolásával numerikus megoldást lehet találni. Ennek ellenére, a számok, amiket a számítások igényeltek túl nagynak bizonyultak egészen az első számítógép érkezéséig.
Ebben az időben Norvégiában a Vilhelm Bjerknes által vezetett meteorológuscsoport elkészítette a modellt, ami leírta a középmagas ciklonok létrejöttét, erősödését és végső hanyatlását (az életciklus), bemutatva a frontok elméletét, amely kirajzolja a légtömegek határát.
Az 1950-es évek elején lehetségessé váltak a számítógépes számítások és kísérletek. Az első időjárás-előrejelzések a barotropikus (olyan légkör, amiben a levegő sűrűsége csak a légnyomástól függ) modellekből származnak, amelyekből sikeresen meg lehet jósolni a középmagas légkörben elhelyezkedő nagy mozgású Rossby hullámokat, amik az alacsony, illetve a magas légköri nyomást rajzolják ki.
Az 1960-as években értette meg Edward Lorenz az időjárás kaotikus természetét, megtalálva a káoszelmélet alapját. Ez a fejlődés tette lehetővé a jelentősebb előrejelző központokban készített jelenlegi globális időjárás-előrejelzést, amely figyelembe vette a kaotikus természetnek köszönhető bizonytalanságot.

### Műholdas megfigyelés
A TIROS-1 időjárás-előrejelző műhold 1960-as fellövése jelentette a korszak kezdetét, mikor az időjárási adatok már pillanatok alatt a világ másik pontjára jutnak. Az időjárási műholdak a különböző magasságokban keringő általános célú megfigyelőműholdakkal együtt nélkülözhetetlen eszközévé váltak a kiterjedt jelenségek tanulmányozásának, az erdőtüzektől az El Niñoig.
Manapság azon éghajlati modelleket fejlesztik, amelyek összeegyeztethetőek a régebbi időjárás-előrejelző rendszerekkel. Ezekkel az éghajlati modellekkel szokták a hosszantartó éghajlatváltozásokat vizsgálni; például hogyan hat az emberi környezetszennyezés az üvegházhatásra.

## Időjárás-előrejelzés

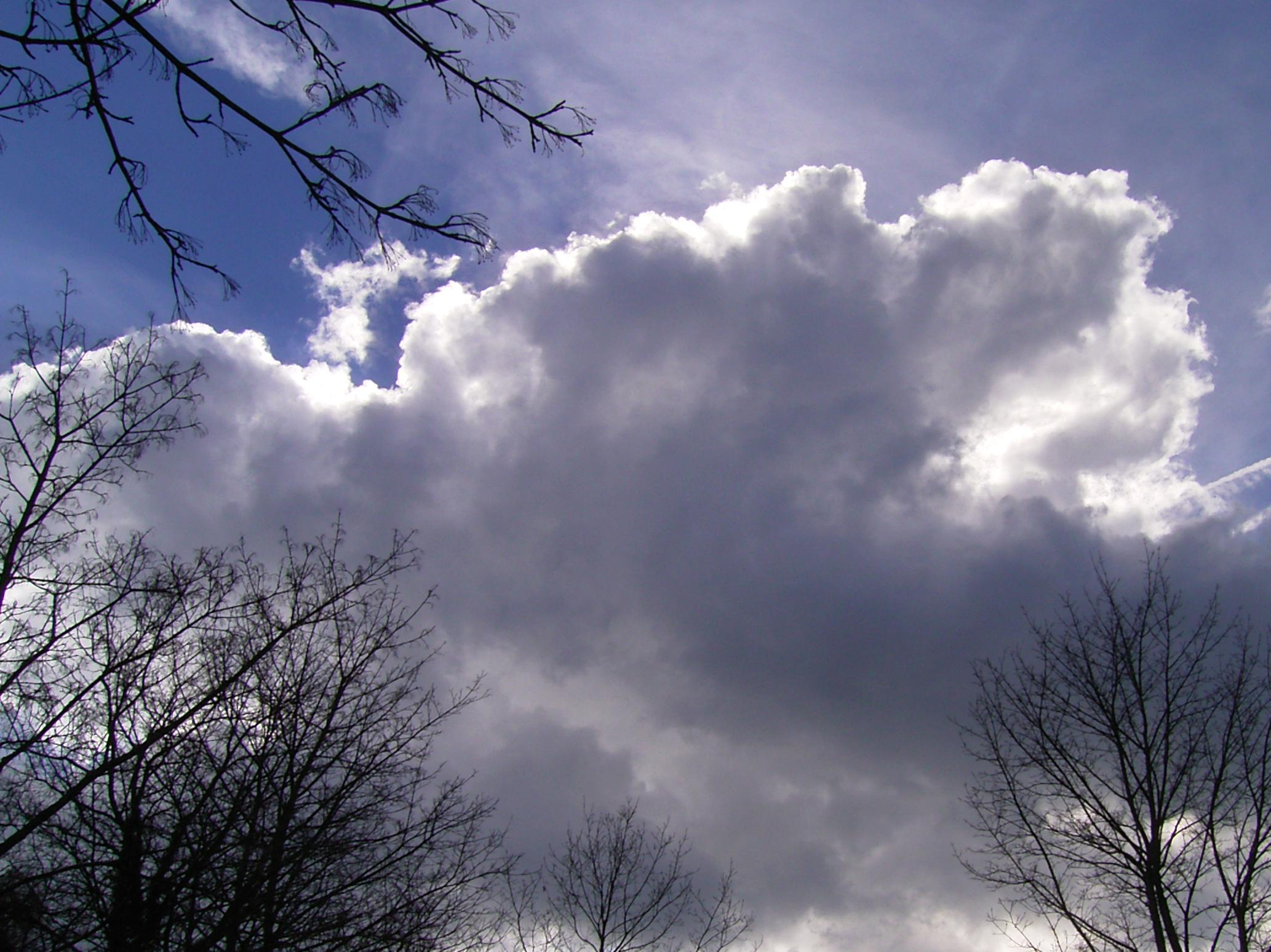
Naplemente a Constance tónál, Uhldingen mellett

A meteorológusok és az időjárás-előrejelzők számos eljárást alkalmaznak azért, hogy meg tudják mondani a jövőben várható időjárást.
- Változatlanság

Ezen eljárás szerint a körülmények nem változnak. Gyakran összegzik így: „A holnap egyenlő a mával”. Ez a módszer hosszútávú előrejelzésnél működik a legjobban.
- Tendencia

A „tendencia” belevonja a frontok sebességének és irányának meghatározását is, magas és alacsony légnyomású helyeket, a felhős és a csapadékos területeket.
- Éghajlattan

Az éghajlattan bevonásával történelmi, évek során összegyűjtött időjárási adatokat használnak az adott nap körülményeinek meghatározásához.
- Analóg módszer

Egy összetett eljárás, amely régi adatokból „analóg” vagy nagyon hasonló időjárási körülményeket jelez az adott napra.
- Numerikus időjárás-előrejelzés

A numerikus időjárás-előrejelzés (NWP) számítógépek segítségével, nagy számú változó felhasználásával készít egy légköri modellt. Ez a legsikeresebb és a legszélesebb körben elterjedt módszer.

## Meteorológia és éghajlattan

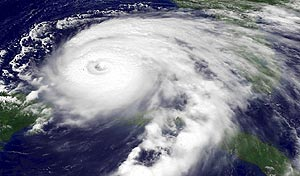
Műholdkép az Ivan hurrikánról amint eléri Kubát és a Yucatán-félszigetet

Új szuperszámítógépek (például a japán Föld-szimulátor) kifejlesztésével a légkör matematikai leírása hihetetlen pontossá vált. Ez nem csak az alkalmazott hálózat javított térbeli és időbeli felbontásának köszönhető, hanem ezek az erős számítógépek képesek a Földet egységes éghajlatrendszerként modellezni, ahol az atmoszféra, az óceán, a növényzet, és az emberi tényező valóban függ egymástól. Az általános meteorológiai modellezés célját Earth System Modelingnek nevezik (Föld rendszer modellezés), ahol különböző folyamatok egyre nagyobb számú modelljét használják. Az éghajlatváltozás (üvegházhatás, El Niño) előrejelzése alapjában véve ezeknek a fejlesztéseknek köszönhető.
A területi modellek sokkal vonzóbbak, mivel a globális modellnél sokkal nagyobb felbontásra képesek. Regionális katasztrófáknál, például az Elba 2002-es áradásánál vagy a 2003-as európai hőhullámnál a döntéshozók pontos becsléseket kaphatnak a területen bekövetkező természeti csapás valószínűségéről. Ellenintézkedések, úgymint gátépítés vagy szándékos árvíz hatásos lehet a katasztrófa elhárításában, illetve annak csillapításában.
Ezeknél a modelleknél a megnövelt felbontás kevesebb lehetőséget jelent azon paraméterezésekben, amelyek a folyamatok tapasztalati leírásából származnak és nem megfejthetők modellrácsban. Például területi rendszerben az egyedi felhők is ábrázolhatók, az adott területre vonatkozó általánosítás nélkül. Globális modellezésben a légköri hullámok rövid időbeli és térbeli adatai ábrázolhatóak a túlegyszerűsített paraméterezések gyakori igénybevétele nélkül.

## Az éghajlat és az időjárás megváltoztatása
Az éghajlat és az időjárás megváltoztatása nemcsak a civilizációs fejlődés mellékterméke, de egyes országok tudományos programjában szándékolt emberi tevékenység is. Erről adnak híreket az alábbi weboldalak.
https://web.archive.org/web/20070223114213/http://www.willthomas.net/Chemtrails/Articles/Weather_Warfare.htm
https://web.archive.org/web/20060811204748/http://earthchangescentral.com/eccarticles/WeatherManipulation_Fact_or_Fantasy01.html